# Oreophryne frontifasciata
Espèce
Synonymes
- Callula frontifasciata Horst, 1883

Statut de conservation UICN

 DD  : Données insuffisantes
Oreophryne frontifasciata est une espèce d'amphibiens de la famille des Microhylidae.

## Répartition
Cette espèce est endémique d'Indonésie. Son aire de répartition concerne uniquement l'île de Morotai dans l'archipel des Moluques. Toutefois aucune nouvelle observation n'a eu lieu depuis sa découverte,.

## Description
Oreophryne frontifasciata mesure environ 25 mm.

## Publication originale
- Horst, 1883 : On new and little-known frogs from the Malayan Archipelago. Notes of the Leyden Museum, vol. 5, p. 235-244 (texte intégral).